# Platja de Pantorga
La platja de Santa Gadea, Pantorga o Ribeiría és una de les platges de Tàpia de Casariego, la més occidental, i està en la localitat de Santa Gadea. Forma part de la Costa Occidental d'Astúries i presenta protecció mediambiental per estar catalogada com ZEPA i LIC.

## Descripció
Té forma corba, de petxina, d'uns 200 metres de longitud i 45 metres d'amplària mitjana. És una platja amb poca afluència de banyistes, la perillositat és del tipus mitjà i està en un entorn rural que li dona un cert encant. La sorra és de color torrat fosc. Té l'inconvenient que en la pleamar l'aigua la cobreix gairebé íntegrament.
Per orientar-se, si no s'utilitza el GPS, cal buscar els coneguts pobles de Serantes i Villamil com a referències properes. L'aproximació ha de fer-se per la carretera N 634 i quan s'arriba al poble de Serantes cal desviar-se fins al poble de Santa Gadea. En l'extrem occidental es troben els «illots de las Pantorgas», de gran bellesa natural. Per al surf està catalogada amb «Categoria 1».
En les proximitats d'aquesta platja va encallar una balena de 28 tones el 25 d'octubre de 2001 i l'1 de març un «roncual comú» de 18 tones i 16 metres de llarg.